# Ivano Maffei
Ivano Maffei (nascido em 24 de setembro de 1958) é um ex-ciclista italiano. Nos Jogos Olímpicos de Moscou 1980, ele competiu no contrarrelógio e perseguição por equipes, terminando em quinto e quarto lugar, respectivamente.